# ليون بيست
ليون جوليان بريندان بيست (بالإنجليزية: Leon Julian Brendan Best) وهو لاعب كرة قدم أيرلندي في مركز الهجوم ولد في يوم 19 سبتمبر 1986 في مدينة نوتينغهام في إنجلترا، يلعب حالياً مع نادي برايتون أند هوف ألبيون وسبق له اللعب مع ديربي كاونتي وشيفيلد وينزداي وبلاكبيرن روفرز ونيوكاسل يونايتد وكوفنتري سيتي ويوفل تاون ونادي بورنموث وكوينز بارك رينجرز ونادي ساوثهامبتون ونوتس كاونتي ولعب مع منتخب جمهورية أيرلندا لكرة القدم ويبلغ طوله 185 سم.

## مسيرته الكروية
لعب ليون بيست خلال مسيرته الاحترافية مع 13 ناديًا في واحد وعشرون موسمًا وسجل خلالها 59 هدفًا ضمن 286 مباراة. ولم يفز بأي موسم بالكأس أو بالدوري.
خاض ليون بيست مسيرته مع نادي كوينز بارك رينجرز في موسم 2004–05 لمدة موسم واحد، مشاركًا في 5 مباريات ولم يسجل أي هدف. ثم انتقل إلى نادي شيفيلد وينزداي في موسم 2005–06 في المرة الأولى لمدة موسم واحد ثم في موسم 2013–14 لمدة موسم واحد، حيث شارك طوالها في 28 مباراة سجل خلالها 6 أهداف. لينتقل بعدها إلى نادي ساوثهامبتون في موسم 2006–07 لمدة موسم واحد، مشاركًا في 15 مباراة سجل خلالها 4 أهداف. ثم انتقل إلى نادي كوفنتري سيتي في موسم 2007–08 واستمر معه طيلة ثلاثة مواسم، مشاركًا في 92 مباراة سجل خلالها 19 هدفًا. هذا وانتقل لاحقًا إلى نادي نيوكاسل يونايتد في موسم 2009–10 واستمر معه طيلة ثلاثة مواسم، مشاركًا في 42 مباراة سجل خلالها 10 أهداف. ثم انتقل بعدها إلى نادي بلاكبيرن روفرز في موسم 2012–13 ولمدة موسمين، مشاركًا في 14 مباراة سجل خلالها هدفين. ليعود وينتقل من جديد، لكن هذه المرة إلى نادي برايتون أند هوف ألبيون في موسم 2014–15 لمدة موسم واحد، مشاركًا في 13 مباراة ولم يسجل أي هدف. لينتقل بعدها إلى نادي روذرهام يونايتد في موسم 2015–16 لمدة موسم واحد، مشاركًا في 16 مباراة سجل خلالها 4 أهداف. ثم لعب في نادي إيبسويتش تاون في موسم 2016–17 لمدة موسم واحد، مشاركًا في 11 مباراة ولم يسجل أي هدف. ليعود ويرتحل عنه إلى نادي تشارلتون أثلتيك في موسم 2017–18 لمدة موسم واحد، مشاركًا في 5 مباريات ولم يسجل أي هدف أيضًا.

## روابط خارجية
- ليون بيست على موقع قاعدة بيانات كرة القدم.إي يو (الإنجليزية)
- ليون بيست على موقع ناشيونال فوتبول تيمز (الإنجليزية)
- ليون بيست على موقع Soccerbase.com (لاعب) (الإنجليزية)
- ليون بيست على موقع Soccerway.com (الإنجليزية)
- ليون بيست على موقع عالم كرة القدم.نت (الإنجليزية)